# Калвертон (Нью-Йорк)
Калвертон (англ. Calverton) — переписна місцевість (CDP) в США, в окрузі Саффолк штату Нью-Йорк. Населення — 5934 особи (2020).

## Географія
Калвертон розташований за координатами 40°55′23″ пн. ш. 72°46′7″ зх. д. / 40.92306° пн. ш. 72.76861° зх. д. (40.922929, -72.768549).  За даними Бюро перепису населення США в 2010 році переписна місцевість мала площу 73,89 км², з яких 72,59 км² — суходіл та 1,30 км² — водойми.

## Демографія
Згідно з переписом 2010 року, у переписній місцевості мешкало 6510 осіб у 2965 домогосподарствах у складі 1702 родин. Густота населення становила 88 осіб/км².  Було 3224 помешкання (44/км²).
Расовий склад населення:
| - 87,2 % — білих - 8,0 % — чорних або афроамериканців - 0,9 % — азіатів - 0,2 % — корінних американців - 2,2 % — осіб інших рас |

До двох чи більше рас належало 1,6 %. Частка іспаномовних становила 7,0 % від усіх жителів.
За віковим діапазоном населення розподілялося таким чином: 17,9 % — особи молодші 18 років, 54,3 % — особи у віці 18—64 років, 27,8 % — особи у віці 65 років та старші. Медіана віку мешканця становила 48,5 року. На 100 осіб жіночої статі у переписній місцевості припадало 91,5 чоловіків;  на 100 жінок у віці від 18 років та старших — 86,6 чоловіків також старших 18 років.
Середній дохід на одне домашнє господарство  становив 69 639 доларів США (медіана — 46 176), а середній дохід на одну сім'ю — 92 487 доларів (медіана — 74 350). Медіана доходів становила 68 523 долари для чоловіків та 36 857 доларів для жінок. За межею бідності перебувало 6,3 % осіб, у тому числі 9,9 % дітей у віці до 18 років та 6,1 % осіб у віці 65 років та старших.
Цивільне працевлаштоване населення становило 2678 осіб. Основні галузі зайнятості: освіта, охорона здоров'я та соціальна допомога — 32,2 %, роздрібна торгівля — 15,9 %, будівництво — 8,5 %, науковці, спеціалісти, менеджери — 7,6 %.